# Identity Evropa
Identity Evropa (IE) est un groupe suprémaciste blanc américain fondé en mars 2016 par Nathan Damigo et auto-dissout en 2020.
Connu pour sa participation à des manifestations violentes, notamment la manifestation « Unite the Right » à Charlottesville en 2017, le groupe cherche néanmoins à promouvoir une image respectable et pratique une stratégie d'entrisme au sein des universités.
En 2019, après des crises internes et des pressions externes, il se rebaptise American Identity Movement (AIM).

## Historique

### Fondation et premières actions
Identity Evropa est fondé en mars 2016 par Nathan Damigo, ancien leader du Nationalist Youth Front, branche jeune du Parti de la liberté américaine.
Le groupe d'extrême droite se fait connaître dans un premier temps en participant à des manifestations violentes et en promouvant des actions contre la suppression des monuments confédérés.
En février 2017, des membres d'Identity Evropa, sous la direction de Nathan Damigo, participent avec plusieurs trolls d'extrême droite à la perturbation de la performance artistique anti-Donald Trump He Will Not Divide Us de Shia LaBeouf à New York, diffusée en direct sur Internet. Ils scandent le slogan « You will not replace us » et affichent des symboles nazis en direct sur le stream. Le groupe utilise également des mèmes racistes, comme la consommation de lait (un mème prétendant que la tolérance au lactose fréquente chez les Européens serait une preuve de leur supériorité évolutive par rapport à d'autres groupes ethniques), pour promouvoir l'idéologie suprémaciste blanche.
En avril 2017, le groupe d'extrême droite gagne en notoriété après que Nathan Damigo frappe une contre-manifestante antifasciste lors d'une manifestation à Berkeley (Californie), un événement qui devient viral et glorifié dans les cercles suprémacistes blancs,.

### Manifestation «Unite the Right» à Charlottesville

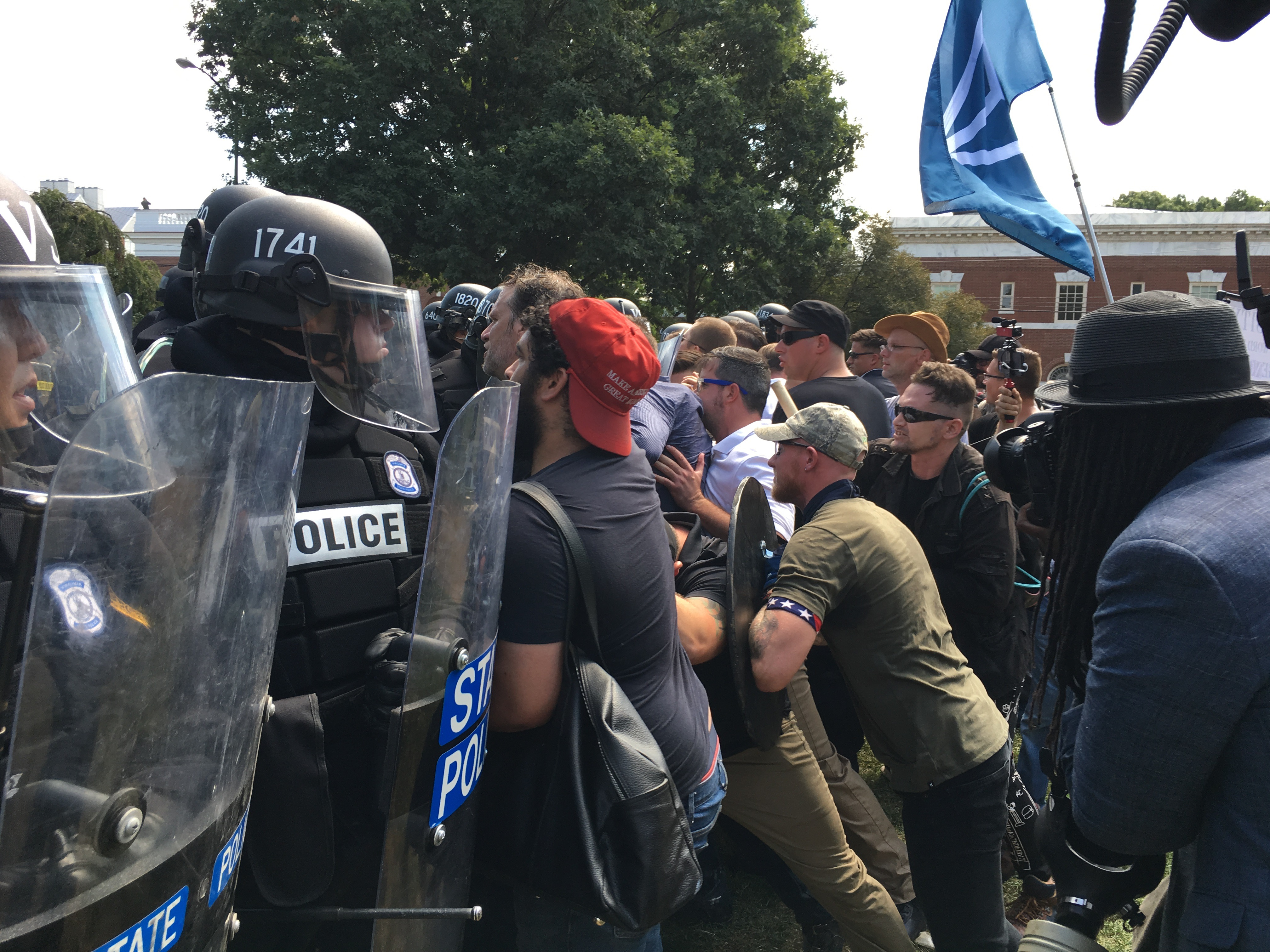
Confrontation de manifestants nationalistes blancs avec la police lors de la manifestation « Unite the Right ».

Identity Evropa se fait remarquer ensuite lors de la manifestation « Unite the Right » à Charlottesville en août 2017, où divers groupes d'extrême droite, y compris des néonazis et des suprémacistes blancs, se réunissent pour protester contre le retrait d'une statue de Robert Lee. Ce rassemblement est marqué par des violences, notamment la mort de Heather Heyer, contre-manifestante tuée par un néonazi,.
Les membres d'IE jouent un rôle actif dans la préparation de cette manifestation, utilisant Discord pour coordonner les détails logistiques. Erica Alduino, une militante d'IE, distribue des informations pratiques et coordonne les actions des participants, tandis qu'Eli Mosley dirige les membres d'IE lors de la marche.
Les discussions internes des membres sur la plateforme Discord, révélées par le média Unicorn Riot (en), montrent une attention particulière portée à l'image publique que veut se donner le mouvement lors de la manifestation. Ils cherchent à projeter une apparence respectueuse et à éviter les symboles nazis pour élargir leur base. Ils débattent également de l'inclusion de groupes moins radicaux comme les Proud Boys, tout en restant vigilants contre les groupes plus extrémistes comme The Daily Stormer.

### Crise interne puis transformation en American Identity Movement

Le logo du groupe après son changement de nom.

Après la manifestation « Unite the Right », Identity Evropa fait face à des crises de leadership, Damigo démissionnant dès la fin du mois d'août 2017. Il est remplacé par Eli Mosley, qui est lui-même remplacé par Patrick Casey en décembre 2017.
En décembre 2017, Twitter renforce l'application de ses règles contre les discours haineux, ce qui conduit à la suspension de plusieurs comptes de l'alt-right, y compris celui d'Identity Evropa.
En 2019, Identity Evropa se rebaptise American Identity Movement (AIM) en raison de fuites de ses discussions internes et pour se distancier de « Unite the Right »,,. Bien qu'il se présente comme un groupe distinct avec un message moins hostile, une grande partie des fonds en bitcoins d'Identity Evropa est transférée à l'AIM, suggérant que ce changement est surtout un effort de rebranding.
AIM s'allie avec les « Groypers » de Nick Fuentes pour critiquer le conservatisme modéré de Charlie Kirk et de Turning Point USA, en les confrontant lors d'événements publics afin de promouvoir un discours plus radical, axé sur la suprématie blanche. En mars 2020, Casey se rend à l'America First Political Action Conference de Fuentes.
L'AIM se dissout le 2 novembre 2020, la veille de l'élection présidentielle américaine de 2020,.

## Stratégie

### Stratégie globale
Identity Evropa cible particulièrement les jeunes hommes blancs,, par des campagnes de propagande, notamment sur les campus universitaires, en utilisant des affiches contenant des messages alt-right et des liens vers des ressources en ligne. Contrairement à une large partie de l'alt-right, qui est organisée principalement sur Internet, Identity Evropa a un processus d'adhésion formel.

### Dédiabolisation
Ses membres évitent les tatouages visibles, évitent les symboles explicites de haine comme les croix gammées et adoptent une rhétorique destinée à paraître acceptable pour le grand public,. Le groupe met l'accent sur l'apparence physique et un mode de vie sain, exigeant de ses membres qu'ils soient en bonne forme physique et qu'ils se présentent de manière professionnelle en public.
Lors de la direction d'IE par Patrick Casey, Casey cherche à distancier le groupe de l'alt-right et à délaisser les manifestations publiques provocantes pour adopter un modèle de militantisme plus discret et organisé en petits groupes pour éviter les conflits violents, inspiré par l'extrême droite européenne. Cette stratégie vise à éviter d'aliéner l'opinion publique tout en diffusant leur idéologie alt-right dans un cadre plus acceptable socialement,,.

### Entrisme

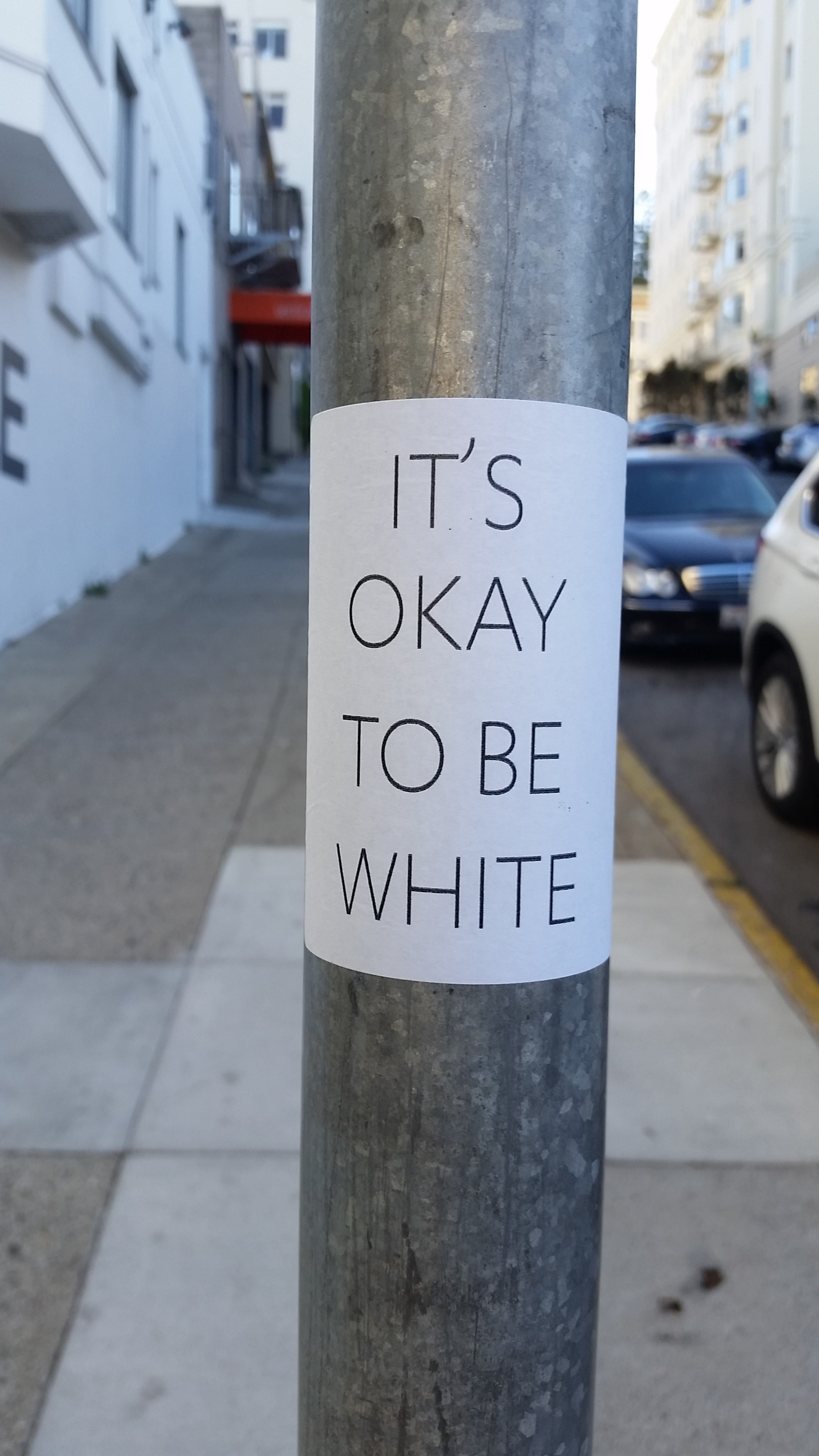
Autocollant « It's OK to be white » sur un poteau en novembre 2017.

Identity Evropa utilise une stratégie d'entrisme pour diffuser son idéologie sur les campus universitaires américains. Le groupe distribue des tracts avec le slogan « It’s OK to be white » pour attirer des sympathisants, notamment au sein des groupes républicains des universités, dans le but de faire évoluer ces groupes vers des positions identitaires. Patrick Casey explique que leur objectif est d'intégrer progressivement leurs idées dans le courant politique dominant, en particulier au sein du Parti républicain. Ainsi, sous la direction de Casey, IE s'infiltre au sein des branches locales du Parti républicain.
Au printemps 2019, des fuites de conversations en ligne dévoilées par des militants antifascistes révèlent que des membres d'Identity Evropa sont actifs dans des organisations conservatrices comme Young Americans for Liberty, et que l'un d'entre eux utilise des techniques apprises au Leadership Institute pour son militantisme au sein d'IE.
D'après des fuites de conversations en ligne, les membres d'Identity Evropa montrent un intérêt pour travailler dans des organisations conservatrices et anti-immigration du réseau de John Tanton comme NumbersUSA (en), la Federation for American Immigration Reform (en) et le Center for Immigration Studies, qu'ils considèrent comme alignées avec leurs objectifs. Ils explorent également des opportunités dans des think tanks et des comités d'action politique liés au mouvement conservateur de manière plus large.

### Légitimation à travers l'appropriation de la recherche scientifique et de la culture
IE cherche également à s'approprier la recherche scientifique et les symboles culturels pour légitimer son idéologie suprémaciste blanche. Le groupe utilise des analyses démographiques et des études sur l'immigration pour soutenir ses idées extrémistes. Il exploite également des images de l'Antiquité gréco-romaine, comme des statues classiques, pour véhiculer une esthétique de la pureté et de la supériorité blanche, tout en détournant ces éléments de leur contexte historique réel.

## Positionnement idéologique

Le lambda noir et jaune, symbole de la mouvance identitaire.

IE est positionné à l'extrême droite et est influencé par les idées et les stratégies identitaires européennes, promouvant par exemple les idées de Guillaume Faye, ou assumant l'influence du Bloc identitaire, tout en cherchant à adapter ces idées et stratégies à un contexte américain. Bien qu'appartenant à cette idéologie, ce groupe évite les symboles traditionnels du nationalisme blanc américain, préférant tout comme les identitaires européens une image propre et professionnelle. Il est assimilé à l'alt-right, et Unicorn Riot (en) le décrit comme néonazi.
Ce groupe nationaliste blanc se concentre sur la promotion de l'héritage européen aux États-Unis, notamment à travers des campagnes sur les campus universitaires avec des affiches et des slogans tels que « Protégez votre héritage » et « Vous ne nous remplacerez pas ». Identity Evropa s'oppose à l'immigration non-européenne et dénonce une prétendue menace de remplacement racial.
Les candidats à l'adhésion à Identity Evropa doivent répondre dans le cadre du processus de candidature à la question « Êtes-vous d'origine européenne et non-sémite ? ». Sous la direction d'Eli Mosley, le groupe maintient une vision antagoniste envers les Juifs, les considérant comme ayant des intérêts opposés aux siens. Patrick Casey, qui lui succède, minimise l'importance de cette question au sein du groupe, tout en soutenant qu'« il est impossible d'ignorer que la quasi-totalité des organisations juives soutiennent l'immigration de masse en Occident (et que beaucoup s'opposent à la même chose en Israël) ».
Le groupe promeut des thèmes tels que l'« ethno-pluralisme » et la « remigration ».
IE est à l'origine d'une campagne intitulée « Sauvez les Boers » en signe de solidarité avec les Blancs sud-africains (les Boers) qu'ils prétendent menacés.
IE est présent lors de « marches contre la charia » organisées par le groupe islamophobe ACT for America (en).

## Financement
Principalement financé via des dons sur PayPal et par courrier, Identity Evropa est exclu de PayPal après la manifestation « Unite the Right »,. IE se tourne alors vers la cryptomonnaie Bitcoin pour recevoir des fonds, mais continue également de collecter des dons par courrier.
Identity Evropa reçoit 5 800 $ en bitcoins entre 2017 et 2019, puis collecte plus de 41 000 $ en dons entre 2019 et 2020 sous l'entité American Identity Movement, principalement de la part de grands donateurs.

## Présence au sein de l'armée et de la police
De nombreux membres de l'armée américaine et de la police sont identifiés comme étant membres d'Identity Evropa en 2019 après des révélations du média Unicorn Riot (en),. À la suite de cette exposition, certains d'entre eux sont démis de leurs fonctions.